# Kjálkafjörður
Der Kjálkafjörður  ist ein Fjord im Westen Islands.
Der Fjord liegt am Nordufer des Breiðafjörður auf dem Landesteil der Westfjorde.
Der Vestfjarðavegur  umrundete auf 15 km um den Fjord.
Seit 2014 verkürzt ein Damm und mit einer neuen Brücke die Strecke.
Der Kjálkafjörður liegt zwischen den Halbinseln Harðarnes (Westen) und Litlanes, die bis auf eine Höhe von 571 m emporragen.
In diesem Fjord am Bach Skiptá (dt. Teilfluss) mit dem Skiptárfoss verläuft die Grenze zwischen den Gemeinden Reykhólahreppur und Vesturbyggð.
Das ist auch die Grenze zwischen den Bezirken Austur- und Vestur-Barðastrandarsýsla.  